# 世界大森級王座
世界大森級王座（せかいおおもりきゅうおうざ）は、DDTプロレスリングが管理、認定している王座。

## 歴史
2006年、大森夢フェア認定世界大森級王座を創設。5月13日、イベント「大森夢フェア」でDDTプロレスリングが開催した「大森お祭りプロレス」大森駅東口駅前広場大会で行われた初代王座決定バトルロイヤルに勝利したTHE MACが初代王者になった。
タイトルマッチは大森駅東口駅前広場で年1回開催している「大森お祭りプロレス」で行われているが、2007年及び大森夢フェアの休止期間である2008年と2009年についてはDDTの通常興行でもタイトルマッチが行われていた。
2009年8月23日、DDT両国国技館大会「両国ピーターパン〜大人になんてなれないよ〜」で大森夢フェア認定世界大森級王座を含む5冠王者の男色ディーノ、4冠王者のマサ高梨による王座統一戦が行われてディーノが勝利して9冠統一王者になった。その後、9冠統一王座に含まれていた大森夢フェア認定世界大森級王座とDDT EXTREME級王座については、それぞれ単独でタイトルマッチが行われている。
2010年10月16日、大森駅東口駅前広場で開催されたイベント「UTANフェスタ」で「大森お祭りプロレス」が再開されて王座名を世界大森級王座に変更。

## 歴代王者
| 歴代  | 選手           | 戴冠回数 | 防衛回数 | 獲得日付       | 獲得場所 （対戦相手・その他）                                         |
| ----- | -------------- | -------- | -------- | -------------- | --------------------------------------------------------------------- |
| 初代  | THE MAC        | 1        | 0        | 2006年5月13日  | 大森駅東口駅前広場 6人によるバトルロイヤル 返上                       |
| 第2代 | タノムサク鳥羽 | 1        | 0        | 2007年5月12日  | 大森駅東口駅前広場 10人によるバトルロイヤル                           |
| 第3代 | 柿本大地       | 1        | 1        | 2007年6月3日   | 新木場1stRING 返上                                                    |
| 第4代 | 男色ディーノ   | 1        | 5        | 2009年6月28日  | 後楽園ホール アントーニオ本多、中澤マイケル、美月凛音による4WAYマッチ |
| 第5代 | グルクンマスク | 1        | 0        | 2014年10月19日 | 大森駅東口駅前広場                                                    |
| 第6代 | 大石真翔       | 1        | 1        | 2015年10月18日 | 大森駅東口駅前広場                                                    |
| 第7代 | 力             | 1        | 1        | 2017年10月15日 | 大森駅東口駅前広場                                                    |
| 第8代 | 高尾蒼馬       | 1        | 1        | 2022年11月27日 | 大森駅東口駅前広場                                                    |
| 第9代 | 高梨将弘       | 1        |          | 2024年11月10日 | 大森駅東口駅前広場                                                    |

## 次期挑戦者決定バトルロイヤル
| 日付           | 勝利選手                   | 敗北選手                                                                                   | 場所               |
| -------------- | -------------------------- | ------------------------------------------------------------------------------------------ | ------------------ |
| 2011年10月16日 | タノムサク鳥羽             | MIKAMI、大石真翔、DJニラ、マサ高梨、松永智充                                               | 大森駅東口駅前広場 |
| 2012年10月14日 | 星誕期                     | 高木三四郎、飯伏幸太、アントーニオ本多、中澤マイケル、遠藤哲哉                             | 大森駅東口駅前広場 |
| 2013年10月27日 | グルクンマスク             | MIKAMI、KUDO、中澤マイケル、坂口征夫、ジ・ウータン                                         | 大森駅東口駅前広場 |
| 2014年10月19日 | 大石真翔                   | 高木三四郎、MIKAMI、KUDO、中澤マイケル、松永智充、高尾蒼馬                                 | 大森駅東口駅前広場 |
| 2015年10月18日 | 諸橋晴也                   | 大鷲透、アントーニオ本多、伊橋剛太、平田一喜、遠藤哲哉、岩崎孝樹、樋口和貞、レディビアード | 大森駅東口駅前広場 |
| 2016年10月16日 | 力                         | 高木三四郎、ヤス・ウラノ、マッド・ポーリー、松永智充、チェリー、ワンチューロ               | 大森駅東口駅前広場 |
| 2017年10月15日 | アントーニオ本多           | 大鷲透、男色ディーノ、彰人、岩崎孝樹、ディエゴ                                             | 大森駅東口駅前広場 |
| 2018年10月14日 | 高梨将弘                   | 葛西純、HARASHIMA、マッド・ポーリー、平田一喜、赤井沙希、マイケル・ウルフ                  | 大森駅東口駅前広場 |
| 2024年11月10日 | アントーニオ本多、平田一喜 | 大鷲透、彰人、伊橋剛太、デムース                                                           | 大森駅東口駅前広場 |

## エピソード
- チャンピオンベルトは手作りのものが使用されている[4]。
- 大森駅東口駅前広場でタイトルマッチが行われる際、試合開始前にイベント参加歌手による国歌斉唱及びタイトルマッチ宣言が行われている[5]。